# Ермичёв, Владимир Иванович
Владимир Иванович Ермичёв (7 октября 1953 — не позднее 2004) — советский футболист, нападающий, полузащитник, советский и российский тренер.
Воспитанник футбольной школы московского «Спартака», первый тренер А. Л. Шейнтов. В соревнованиях команд мастеров дебютировал в 1973 году, проведя один матч за «Спартак» Рязань во второй лиге. В 1976 году в составе «Спартака» Орёл в 38 матчах забил 10 голов. С 1977 года — в смоленской «Искре», с которой в 1979 году вышел в первую лигу. С 1982 года играл во второй лиге за клубы «Спартак» Рязань (1982—1983), «Знамя Труда» Орехово-Зуево (1984—1985), «Волжанин» Кинешма (1986—1987).
С 1988 года — главный тренер «Волжанина». После сезона 1992 года клуб лишился профессионального статуса, и Ермичёв с рядом игроков перешёл в клуб «Знамя Труда» из первой лиги, который тренировал и в следующем году — под названием «Орехово» — во второй лиге.
Скончался до 2004 года.